# Øssur Havgrímsson
Øssur Havgrímsson (960-983) va ser un cabdill viking i bóndi de l'illa de Skúvoy, a les illes Fèroe. Apareix com a personatge històric en la Saga dels feroesos.
Era fill del poderós goði Havgrímur i de Gudrid. El seu pare va ser instigador de l'emboscada contra els germans Brestir Sigmundsson i Beinir Sigmundsson amb qui tenia una disputa territorial per Stóra Dímun. En aquesta emboscada hi van morir els germans i el propi Havgrímur, juntament amb de cinc dels seus homes. En aquells moments Øssur Havgrímsson tenia 10 anys i el terratinent Tróndur í Gølu, que també estava implicat en la insticació contra els germans Sigmundsson, se'n va fer càrrec. Quan va créixer Øssur, Tróndur li va concedir la mà de la seva filla i una de les millors granges; també va rebre la propietat del seu pare a Hov, a l'illa de Suðuroy, així com les propietats que havien pertangut a Brestir i Beinir a Skúvoy i Stóra Dímun.
L'antiga disputa territorial torna a ressorgir quan els fills dels germans morts, Tóri Beinisson i Sigmundur Brestisson, tornen de la seva estada a Noruega. Øssur va pretendre una compensació i reconciliació civil amb Sigmundur, però l'afer va acabar en un violent enfrontament entre els millors homes de l'arxipèlag i els partidaris de Tóri i Sigmundur que els superaven en 50 homes almenys. Øssur va morir en el xoc.
Øssur va tenir un fill, Leivur Øssursson.